# Afganistan na Letnich Igrzyskach Olimpijskich 1956
Afganistan na Letnich Igrzyskach Olimpijskich 1956 reprezentowało 12 sportowców – 12 mężczyzn. Wystąpili oni w turnieju hokeja na trawie. Swój udział w olimpiadzie zakończyli na 3. miejscu w fazie grupowej, z dorobkiem 2 pkt (za wygraną ze Stanami 5:1), nie awansując do dalszych rozgrywek.

## Skład reprezentacji Afganistanu na LIO 1956
- Ahmad Shah Abouwi
- Bakhteyar Gulam Mangal
- Abdul Kadir Nuristani
- Din Mohammad Nuristani
- Jahan Gulam Nuristani
- Mohammad Amin Nuristani
- Noor Ullah Nuristani
- Ramazan Nuristani
- Ghazi Salah-ud-Din
- Mohammad Anis Sherzai
- Khan Nasrullah Totakhail
- Najam Yahya

### Hokej na trawie

#### Grupa A
| 26 listopada 195614:30 | Afganistan | 0:14 | Indie |  |
| 26 listopada 195614:30 |            | 0:14 |       |  |

| 28 listopada 195611:30 | Afganistan | 0:5 | Singapur |  |
| 28 listopada 195611:30 |            | 0:5 |          |  |

| 30 listopada 195614:30 | Afganistan | 5:1 | Stany Zjednoczone |  |
| 30 listopada 195614:30 |            | 5:1 |                   |  |

| Drużyna           | Mecze | Zwycięstwa | Remisy | Porażki | Zdobyte bramki | Stracone bramki | Pkt |
| ----------------- | ----- | ---------- | ------ | ------- | -------------- | --------------- | --- |
| Indie             | 3     | 3          | 0      | 0       | 36             | 0               | 6   |
| Singapur          | 3     | 2          | 0      | 1       | 11             | 7               | 4   |
| Afganistan        | 3     | 1          | 0      | 2       | 5              | 20              | 2   |
| Stany Zjednoczone | 3     | 0          | 0      | 3       | 2              | 27              | 0   |